# NGC 2369B
NGC 2369B је спирална галаксија у сазвежђу Прамац која се налази на NGC листи објеката дубоког неба.
Деклинација објекта је - 62° 3' 14" а ректасцензија 7h 20m 29,7s. Привидна величина (магнитуда) објекта NGC 2369 износи 13,2 а фотографска магнитуда 14,0. NGC 2369B је још познат и под ознакама ESO 123-5, IRAS 07199-6157, PGC 20717.